# Prêt-à-Loger
Prêt-à-Loger ('Klaar-om-in-te-wonen') is een concept waarmee een studententeam van de TU Delft deel heeft genomen aan de Solar Decathlon 2014 in Versailles. In het concept laat het team door middel van een modelwoning zien hoe een doorsnee Nederlands jaren zestig rijtjeshuis gerenoveerd kan worden tot een energieneutrale woning. Het team richt zich met dit concept op de ongeveer 1,4 miljoen slecht geïsoleerde woningen binnen de Nederlandse woningmarkt.
Met het concept hebben de studenten een eerste plaats weten te behalen in de categorieën Sustainability en Communication & Social Awareness en een tweede plaats in de categorieën Energy Efficiency en Construction Management en Health & Safety. Daarmee eindigden zij op een derde plaats in het algemeen klassement.
Op 25 augustus 2014 is de Prêt-à-Loger modelwoning genaamd "Home with a Skin" door Stef Blok geopend als eerste gebouw van The Green Village, een openluchtlaboratorium op de TU Delft Campus.